# Szent Ilona, Ascension és Tristan da Cunha
Szent Ilona, Ascension és Tristan da Cunha (angolul Saint Helena, Ascension and Tristan da Cunha) az Egyesült Királyság tengeren túli területe az Atlanti-óceán déli részén. A terület a vulkanikus eredetű Szent Ilona-szigetből, az Ascension-szigetből és Tristan da Cunha szigeteiből áll. Földrajzilag Afrikához sorolható (távolsága 1868 km Angola partjaitól).

## Történelem
A szigetet 1502. május 21-én fedezte fel João da Nova portugál hajós, és konstantinápolyi Helenáról (Szent Ilona) nevezte el. A szigetet lakatlanul találta. Egy kápolnát és néhány házat épített, de állandó település ekkor még nem született.
Thomas Cavendish volt az első angol, aki járt a szigeten, 1591-ben, nem sokkal a szomszédos Ascension-szigeten bekövetkezett halála előtt.
1645-ben a hollandok települést hoztak létre Szent Ilonán, ami ideiglenesnek bizonyult, hiszen csak 1651-ig létezett, amikor a sziget ellenőrzését a Brit Kelet-indiai Társaság vette át. A hollandok 1673-ban visszafoglalták a szigetet, de két hónap után megint kiűzték őket. A Kelet-indiai Társaság állomáshelynek használta Szent Ilonát hajóinak, amelyek India felé tartottak a Jóreménység foka felé vezető hosszú útvonalon. A sziget első állandó települése Jamestown lett, amelyet Jakab yorki hercegről (angolul James), a későbbi II. Jakab királyról neveztek el.
1815-ben a brit kormány választotta Szent Ilonát Napóleon száműzetésének helyszínéül. A volt császár 1815 októberében érkezett meg, és a „The Briars” nevű helyen szállt meg Jamestown határában decemberig, amikor Longwoodba költözött. Itt halt meg 1821 májusában. Ezekben az években a szigetet megtömték katonákkal, kormányzójának a korona Sir Hudson Lowe-t nevezte ki. A britek ebben az időben foglalták el a szomszédos szigeteket is, hogy megakadályozzák az innen induló esetleges francia kísérleteket Napóleon kiszabadítására. Miután Napóleon meghalt, a Kelet-indiai Társaság visszanyerte a Szent Ilona feletti teljes ellenőrzést, 1834. április 22-éig, amikor egy törvény a szigetet a brit korona fennhatósága alá helyezte.
A második búr háború (1899–1902) alatt a brit hadsereg mintegy ötezer hadifoglyot tartott fogva a szigeten, hogy a búrok ki ne szabadíthassák őket.
A 2002 januárjában tartott szavazáson a szigetlakók többsége (a szigeten és a távolban) támogatta a repülőtér építésének tervét.
2009. szeptember 1-jén új alkotmányt fogadtak el. A szigetek eddigi nevét, amely Szent Ilona és Tartozékai (angolul Saint Helena and its Dependencies) volt, a mai Szent Ilona, Ascension és Tristan da Cunha névre változtatták, egyúttal mindhárom tag egyenrangú lett, teljes autonómiával.

## Népesség
Szent Ilona népessége (a hozzá tartozó, távolabbi szigetekkel együttvéve) 1996-ban 6500 főt tett ki, 2002-ben 7317 lakosa volt. A lakosság jelentős része a fővárosban él.
Népességének pontosan a felét, 50%-ot, az afrikai leszármazottak teszik ki. A fehérek, részint a brit gyarmatosítók utódai, részint amerikaiak, összesen 25%-át teszik ki a lakosságnak. A fennmaradó 25% kínai bevándorló.

## Gazdaság
A lakosság állattenyésztésből, halászatból, valamint kézműves ipari termékeinek eladásából él. A lakosság egy része, a helyi munkalehetőségek hiányában, az Ascension-szigeten és a Falkland-szigeteken dolgozik.

## Közigazgatás

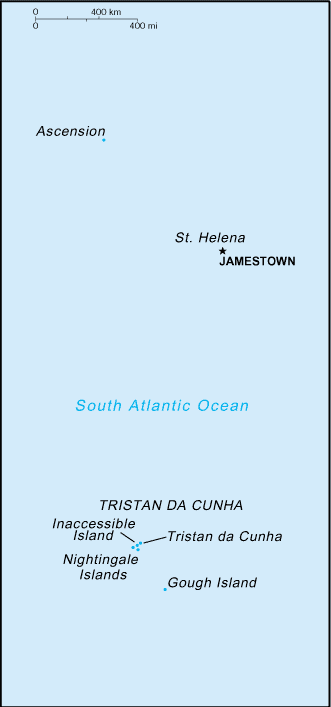
Szent Ilona és tartozékai az Atlanti-óceán déli részén

| Csoport          | Típus                  | Terület (km²) | Lakosság | Település                   |
| ---------------- | ---------------------- | ------------- | -------- | --------------------------- |
| Szent Ilona      | adminisztratív terület | 122           | 4255     | Jamestown                   |
| Ascension-sziget | adminisztratív terület | 91            | 1122     | Georgetown                  |
| Tristan da Cunha | adminisztratív terület | 207           | 284      | Edinburgh of the Seven Seas |
| Összesen         | Összesen               | 420           | 5661     |                             |

## Közlekedés
- Közutak hossza: 118 km
- Repülőterek száma: 1
- Kikötők száma: 3

## Turizmus

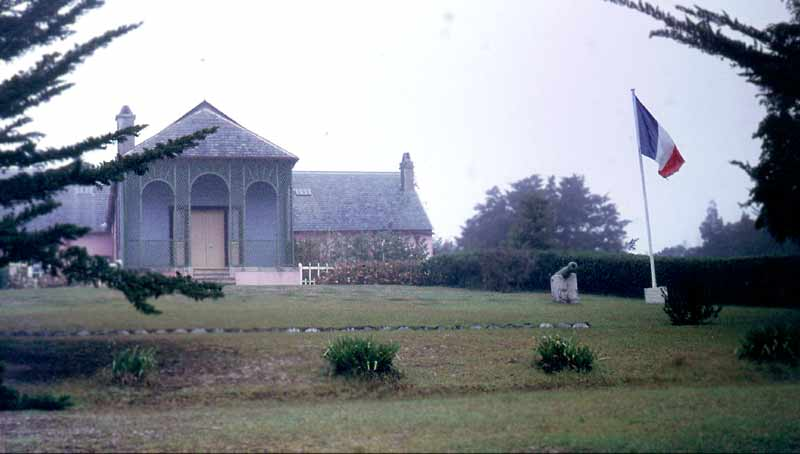
Longwood House, Napóleon egykori lakóháza Szent Ilonán

Kötelező a sárgaláz elleni oltás, ha fertőzött országból érkezik valaki.

## Külső hivatkozások
- Szent Ilona hivatalos kormányzati oldala
- Ascension  hivatalos kormányzati oldala
- Tristan da Cunha hivatalos kormányzati oldala
- Szent Ilona, Ascension és Tristan da Cunha a CIA World Factbookban Archiválva 2010. december 28-i dátummal a Wayback Machine-ben